# ميخائيل ستار
ميخائيل ستار هو قاضي وسياسي كندي، ولد في 14 نوفمبر 1910 في غريتر سودبوري في كندا، وتوفي في 16 مارس 2000 في أوشاوا في كندا. نشط حزبياً في الحزب الكندي التقدمي المحافظ. وقد انتخب عضو مجلس العموم الكندي.